# Памятник Г. И. Шелихову
Памятник Григорию Ивановичу Шелихову — скульптурный монумент русскому исследователю, мореплавателю, путешественнику Григорию Ивановичу Шелихову. Расположен в Рыльске на площади Свердлова. Памятник был восстановлен в 1957 году по проекту скульптора Владимира Ингала. Является объектом культурного наследия федерального значения.

## Описание
Григории Иванович Шелехов известный русский купец, исследователь и мореплаватель. Его работы связаны с Аляской и Алеутскими островами, где он занимался пушным и зверобойным промыслом, а также основывал первые поселения. Именно благодаря его деятельности, Аляска и Алеутские острова стали частью Российской Империи.

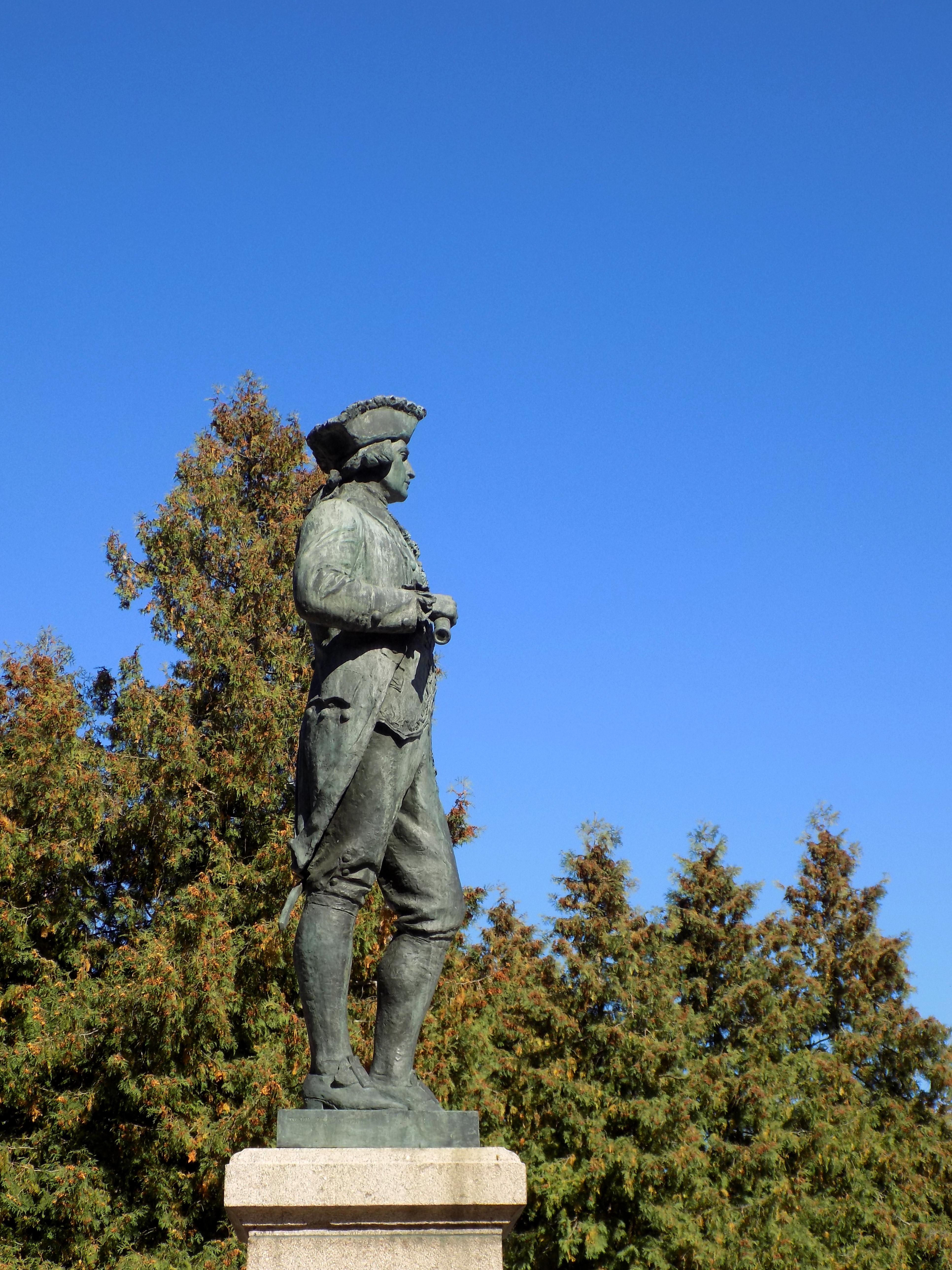
Фигура Г. И. Шелихова

В начале XX века в городе Рыльске, на родине Г. И. Шелихова было принято решение соорудить памятник известному жителю. Средства на монумент собирались по всероссийской подписке. 24 августа 1903 года состоялось торжественное открытие памятника Г. И. Шелихову на Красной площади города. Скульптор И. Гинцбург изобразил мореплавателя стоящим в полный рост в мундире морского офицера и в треуголке. В правой руке Григория Ивановича разместилась подзорная труба, а левая придерживала эфес шпаги. На каменном пьедестале была нанесена надпись: «Григорий Иванович Шелехов». Сооружение такого уникального памятника в небольшом российском городке было для страны явлением редким.
Уничтожение памятника началось с того, что отбили шпагу, а потом дело дошло и до самой фигуры. В 1928 году Советские власти приняли решение убрать памятник и отправить его на переплавку. В 1957 году Совет Министров РСФСР пришёл к мнению, что важно восстановить монумент в Рыльске. Изготовленную скульптором Владимиром Ингалом копию фигуры путешественника установили на несколько измененный пьедестал в городе Рыльске на площади Свердлова по соседству с Успенским собором.